# Тагес
Тагес (Tages; либо Таг или Тагей) — в этрусской мифологии ребёнок, обладавший умом старца и мудростью пророка, был выкопан из земли. Предсказал будущее этрускам и научил гаданию, после чего сразу умер.

## Легенда
Сын Гения (Гений Йовиалис), внук Юпитера, передавший людям учение о дивинации (угадывании воли богов). Предание говорит, что Тагес появился из борозды на поле вблизи Тарквиний, в образе мальчика, но с умом старца. Толпа стала прислушиваться к его словам и записывать их: отсюда возникло учение об искусстве гаруспиков. Согласно Цицерону, это мальчик-этруск, появившийся из земли. Он изобрел ауспиции и возвестил науку гадания по внутренностям, после чего сразу умер. По рассказу Овидия, это глыба земли в Этрурии, которая приняла человеческий облик и стала пророчествовать.
Главным учеником Тагеса был Бакхес, которому он передал так называемые ахерузийские книги. Тархон старший записал его стихотворное религиозное учение. Согласно этому учению, бог создал все за шесть этапов: в шесть тысяч лет, а оставшиеся 6000 лет отвел для жизни людей.
Это учение было изложено позднее у римлян в особых книгах — Etrusci libri, Etrusca disciplina, о которых упоминает Цицерон в своём сочинении «De divinatione» (I, 33). В IV веке были известны книги Тагета и Вегоны.

## Этимология и параллели
Имя Тага производили от греческого «земля», но более вероятно, что это латинская форма этрусского или пеласгского слова.
Существовала гипотеза о сопоставлении имен Таг и Дагон. В Фессалии, некогда заселённой пеласгами, тагос — титул верховного правителя. 